# چلدی‌بر (شهرستان پانفیلوف)
چلدی‌بر (به لاتین: Chaldybar) یک منطقهٔ مسکونی در قرقیزستان است که در شهرستان پانفیلوف، قرقیزستان واقع شده‌است. چلدی‌بر ۷٬۴۲۶ نفر جمعیت دارد و ۷۰۰ متر بالاتر از سطح دریا واقع شده‌است.